# 米靈頓 (新澤西州)
米靈頓（英語：Millington）是位於美國新澤西州摩里斯縣的普查規定居民點。

## 人口
根據2020年美國人口普查的數據，米靈頓的面積為6.79平方千米，當中陸地面積為6.74平方千米，而水域面積為0.05平方千米。當地共有人口3038人，而人口密度為每平方千米447.42人。